# AMHC Upward
De Arnhemsche Mixed Hockey Club (AMHC) Upward is een Nederlandse hockeyclub uit Arnhem.
Upward werd op 1 oktober 1923 opgericht en speelt op Sportpark De Bakenberg waar de vereniging beschikt over anderhalf zandveld en drie watervelden. Een van de drie watervelden is een Olympisch Veld, met een kenmerkende blauwe kleur. AMHC Upward is een van de trainingsclubs van de Oranje Heren en de Oranje Dames, die voor een groot deel van hun tijd verblijven op Papendal. Door de aanwezigheid van deze twee Nederlandse topteams zijn er ook verschillende internationale wedstrijden gespeeld op Upward. Het clubtenue is groen en zwart. Het eerste herenteam speelt, onder leiding van Daan Jongejan, in de Eerste klasse, evenals het eerste damesteam, dat onder leiding staat van Ard van Anken. Tot eind jaren 80 kwam het eerste damesteam jarenlang uit in de Hoofdklasse. Upward heeft ook een aantal G-hockey en E-hockey teams, waarmee landelijk en internationaal wordt gespeeld.